# Żerniki (powiat jędrzejowski)
Żerniki – wieś w Polsce położona w województwie świętokrzyskim, w powiecie jędrzejowskim, w gminie Sobków. Ma status sołectwa.
W latach 1975–1998 miejscowość należała administracyjnie do województwa kieleckiego.
Wieś usytuowana jest na terenie pagórkowatym nad Białą i Czarną Nidą. Nazwa wsi pochodzi od słowa „żyrdniki”, określającego ludność służebną księcia. W pierwszej połowie XV w. wieś należała do rodziny Rejów herbu Oksa. Obecnie wieś liczy ok. 300 mieszkańców w 86 domach. W miejscowości znajduje się kaplica, wymurowana w XIX w., remontowana około 1980 r. Na uwagę zasługuje również obelisk wystawiony z czerwonego piaskowca zwieńczony żelaznym krzyżem wraz z towarzyszącymi mu dwoma kamiennymi krzyżami monolitowymi. Krzyże te określane  są najczęściej jako tzw. krzyże pokutne. Przypuszczenie to nie ma oparcia w żadnych dowodach, a jest oparte jedynie na nieuprawnionym założeniu, że wszystkie stare kamienne krzyże monolitowe, o których nic nie wiadomo, są krzyżami pokutnymi, chociaż w  rzeczywistości powód fundacji takiego krzyża może być różnoraki, tak jak każdego innego krzyża. Ta ostatnia legenda stała się na tyle popularna, że zaczęła być odbierana jako fakt i pojawiać się w lokalnych opracowaniach, informatorach czy przewodnikach jako pewna informacja, bez uprzedzenia, że jest to co najwyżej luźna hipoteza bez żadnych bezpośrednich dowodów. 